# Temporada 2012 del Campeonato de Fórmula Dos de la FIA
La temporada 2012 del Campeonato de Fórmula Dos de la FIA fue la cuarta y última edición de dicho campeonato. Empezó el 14 de abril en Silverstone y finalizó el 30 de septiembre en Monza.

## Pilotos
| N.º | Piloto               | Rondas   |
| --- | -------------------- | -------- |
| 3   | Max Snegirev         | 2–5, 7-8 |
| 4   | Luciano Bacheta      | Todas    |
| 5   | Parthiva Sureshwaren | 1-4      |
| 7   | David Zhu            | 1-3      |
| 8   | Plamen Kralev        | Todas    |
| 9   | Mihai Marinescu      | Todas    |
| 10  | Alex Fontana         | Todas    |
| 11  | Kourosh Khani        | 1-2, 4-5 |
| 12  | Mathéo Tuscher       | Todas    |
| 13  | José Luis Abadín     | 1        |
| 14  | Mauro Calamia        | 1-6      |
| 15  | Víctor Guerin        | 2        |
| 18  | Dino Zamparelli      | Todas    |
| 19  | Christopher Zanella  | Todas    |
| 20  | Daniel McKenzie      | Todas    |
| 22  | Axcil Jefferies      | 3-8      |
| 23  | Samuele Buttarelli   | 1        |
| 24  | Kevin Mirocha        | Todas    |
| 27  | Markus Pommer        | Todas    |
| 33  | Harald Schlegelmilch | 8        |
| 35  | Hector Hurst         | Todas    |
| 51  | Richard Gonda        | 7        |

## Calendario
| Prueba | Prueba | Circuito                           | País        | Fecha            |
| ------ | ------ | ---------------------------------- | ----------- | ---------------- |
| 1      | R1     | Silverstone Circuit                | Reino Unido | 14 de abril      |
| 1      | R2     | Silverstone Circuit                | Reino Unido | 15 de abril      |
| 2      | R1     | Autódromo Internacional do Algarve | Portugal    | 28 de abril      |
| 2      | R2     | Autódromo Internacional do Algarve | Portugal    | 29 de abril      |
| 3      | R1     | Nürburgring                        | Alemania    | 26 de mayo       |
| 3      | R2     | Nürburgring                        | Alemania    | 27 de mayo       |
| 4      | R1     | Circuito de Spa-Francorchamps      | Bélgica     | 23 de junio      |
| 4      | R2     | Circuito de Spa-Francorchamps      | Bélgica     | 24 de junio      |
| 5      | R1     | Brands Hatch                       | Reino Unido | 14 de julio      |
| 5      | R2     | Brands Hatch                       | Reino Unido | 15 de julio      |
| 6      | R1     | Circuito Paul Ricard               | Francia     | 21 de julio      |
| 6      | R2     | Circuito Paul Ricard               | Francia     | 22 de julio      |
| 7      | R1     | Hungaroring                        | Hungría     | 8 de septiembre  |
| 7      | R2     | Hungaroring                        | Hungría     | 9 de septiembre  |
| 8      | R1     | Autodromo Nazionale di Monza       | Italia      | 29 de septiembre |
| 8      | R2     | Autodromo Nazionale di Monza       | Italia      | 30 de septiembre |

## Resultados

### Campeonato de Pilotos
| Pos. | Piloto               | SIL | SIL | ALG | ALG | NÜR | NÜR | SPA | SPA | BRH | BRH | LEC | LEC | HUN | HUN | MNZ | MNZ | Puntos |
| ---- | -------------------- | --- | --- | --- | --- | --- | --- | --- | --- | --- | --- | --- | --- | --- | --- | --- | --- | ------ |
| 1    | Luciano Bacheta      | 1   | 1   | 1   | 1   | 2   | 6   | Ret | 1   | 3   | 6   | 2   | 5   | 3   | 8   | 4   | 3   | 231.5  |
| 2    | Mathéo Tuscher       | 6   | 5   | 2   | 2   | 5   | 3   | 3   | 8   | 2   | Ret | 1   | 2   | Ret | 2   | 1   | 5   | 210    |
| 3    | Christopher Zanella  | 2   | 8   | 6   | 4   | 3   | 1   | 5   | 4   | 6   | 2   | 8   | 3   | 5   | 6   | 2   | 1   | 196    |
| 4    | Markus Pommer        | 8   | 7   | 4   | 3   | 9   | 4   | 1   | 2   | 5   | 5   | 5   | 1   | NC  | 1   | 8   | 14  | 169    |
| 5    | Mihai Marinescu      | 4   | 2   | 10  | Ret | 1   | 2   | 4   | 12  | 4   | 1   | 7   | 7   | Ret | 7   | 6   | 4   | 161    |
| 6    | Kevin Mirocha        | 12  | 11  | 3   | 8   | 4   | 10  | Ret | 3   | 1   | 4   | 6   | 4   | 2   | 4   | 3   | 2   | 159.5  |
| 7    | Alex Fontana         | 3   | 3   | 7   | 10  | 6   | 5   | 8   | 5   | Ret | 7   | 14  | Ret | 1   | 5   | 9   | 6   | 115    |
| 8    | Dino Zamparelli      | 9   | 6   | 8   | 5   | 13  | 7   | 7   | 10  | Ret | 3   | 4   | 6   | 6   | 3   | 7   | 7   | 106.5  |
| 9    | Daniel McKenzie      | 5   | 4   | 13  | 6   | 8   | 8   | 2   | 18  | 10  | 8   | 3   | 8   | 4   | 9   | 11  | 10  | 95     |
| 10   | Hector Hurst         | 7   | 10  | 9   | 7   | 10  | 11  | 9   | 9   | 7   | 12  | 9   | Ret | Ret | 14  | Ret | Ret | 27     |
| 11   | David Zhu            | 11  | 9   | 5   | 12  | 7   | 9   | 10  | 13  | Ret | 13  | 13  | 12  | 10  | 11  | 12  | 11  | 22     |
| 12   | Axcil Jefferies      |     |     |     |     | 14  | DNS | Ret | 7   | 8   | 9   | 10  | 10  | Ret | 10  | 10  | 8   | 17     |
| 13   | Harald Schlegelmilch |     |     |     |     |     |     |     |     |     |     |     |     |     |     | 5   | 9   | 12     |
| 14   | Vittorio Ghirelli    |     |     |     |     |     |     | 6   | 6   |     |     |     |     |     |     |     |     | 12     |
| 15   | Max Snegirev         |     |     | 17  | 15  | Ret | 14  | Ret | 16  | Ret | 14  |     |     | 7   | 15  | 14  | 12  | 6      |
| 16   | Richard Gonda        |     |     |     |     |     |     |     |     |     |     |     |     | 8   | 12  |     |     | 4      |
| 17   | Plamen Kralev        | 15  | 15  | 15  | 13  | 11  | DNS | 13  | 17  | 11  | Ret | 12  | 9   | 9   | 13  | 13  | 13  | 4      |
| 18   | Mauro Calamia        | 14  | 12  | 12  | 11  | 15  | 13  | 12  | 14  | 9   | 11  | 11  | 11  |     |     |     |     | 2      |
| 19   | Victor Guerin        |     |     | 11  | 9   |     |     |     |     |     |     |     |     |     |     |     |     | 2      |
| 20   | Kourosh Khani        | 10  | 13  | 14  | Ret |     |     | Ret | 15  | Ret | 10  |     |     |     |     |     |     | 2      |
| 21   | Parthiva Sureshwaren | 16  | 14  | 16  | 14  | 12  | 12  | 11  | 11  |     |     |     |     |     |     |     |     | 0      |
| 22   | José Luis Abadín     | 13  | 16  |     |     |     |     |     |     |     |     |     |     |     |     |     |     | 0      |
| NC   | Samuele Buttarelli   | Ret | Ret |     |     |     |     |     |     |     |     |     |     |     |     |     |     | 0      |
| Pos. | Piloto               | SIL | SIL | ALG | ALG | NÜR | NÜR | SPA | SPA | BRH | BRH | LEC | LEC | HUN | HUN | MNZ | MNZ | Puntos |

| Color     | Resultado                                                               |
| --------- | ----------------------------------------------------------------------- |
| Oro       | Ganador                                                                 |
| Plata     | 2.ª plaza                                                               |
| Bronce    | 3.ª plaza                                                               |
| Verde     | Finalizó en los puntos                                                  |
| Azul      | Finalizó sin puntos                                                     |
| Azul      | NC - No clasificado                                                     |
| Violeta   | Ret - No terminó (Carrera)                                              |
| Rojo      | DNQ - No se clasificó                                                   |
| Negro     | DSQ - Descalificado                                                     |
| Blanco    | DNS - No empezó (carrera)                                               |
| Blanco    | WD - Retirado (fin de semana)                                           |
| Blanco    | C - Carrera cancelada                                                   |
| Sin color | DNP - Inscrito pero no participó                                        |
| Sin color | INJ - Lesionado                                                         |
| Sin color | EX - Excluido                                                           |
| Estado    | Resultado                                                               |
| Negrita   | Pole position                                                           |
| Cursiva   | Vuelta rápida                                                           |
| †         | Abandona, pero clasifica al completar el porcentaje requerido para ello |